# 伊圖薩因戈 (科連特斯省)
27°36′S 56°40′W / 27.600°S 56.667°W

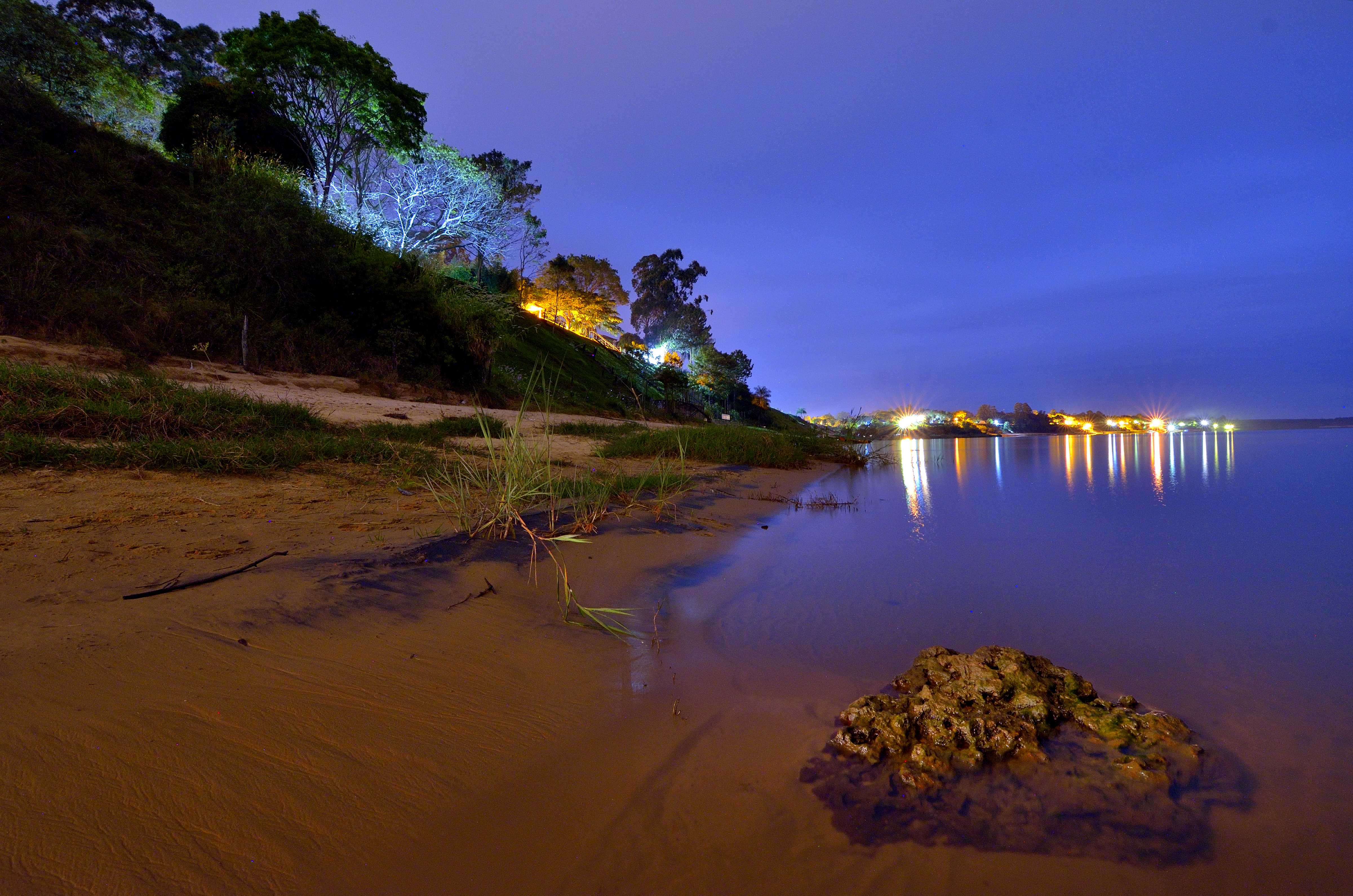
伊圖薩因戈

伊圖薩因戈（西班牙語：Ituzaingó），是阿根廷的城鎮，位於該國北部科連特斯省，處於巴拉那河畔，是伊圖薩因戈縣的首府，始建於1864年，海拔高度62米，2010年人口19,575。